# 22978 Nyrölä
22978 Nyrölä là một tiểu hành tinh vành đai chính với chu kỳ quỹ đạo là 1596.6944876 ngày (4.37 năm).
Nó được phát hiện ngày 14 tháng 11 năm 1999.
Nó được đặt theo tên Nyrölä Observatory in Finland.